# Ett öga rött
Ett öga rött är en roman från 2003 av Jonas Hassen Khemiri. Romanens form liknar en dagboks, skriven i första person av bokens huvudperson, 15-årige Halim som bor i Stockholm. Dagboken är skriven på en form av egenkonstruerad förortssvenska; annan dialog som sker på arabiska återges med grammatiskt korrekt svenska. Ett öga rött blev också titeln på den film som boken resulterade i 2007, som regisserades av Daniel Wallentin.

## Handling
Halims mamma har dött och han bor med sin pappa Nourdine. Pappan anser att Skärholmen inte är någon bra miljö för Halim att växa upp i och de flyttar till Bondegatan på Södermalm. Detta innebär att Halim är tvungen att börja på en ny skola, men i det nya området finns inte så många invandrare och Halim återvänder titt som tätt till Skärholmen. Halim tycker att hans pappa sviker, som beter sig som en mönsterinvandrare, och att hans pappa inte bryr sig så mycket om kampen mot "svennarna" som han borde. Men på något sätt hittar de varandra och den kärlek som finns mellan dem blir starkare. Dalanda, en dement gammal kvinna, påstår att svenskarna har gjort en integrationsplan som handlar om att få bort invandrarna från Sverige, där hon vill få in Halim på att inte lita på svenskar.

## Mottagande
I Dagens Nyheter såg Jonas Thente likheter mellan denna roman och generationsromaner som Salingers Räddaren i nöden och P.C. Jersilds Barnens ö. I Svenska Dagbladet ansåg Annina Rabe att boken var lättläst, medryckande och på många ställen rolig. Hon såg likheter mellan Halim och Sue Townsends dagboksromaner om Adrian Mole.
I Borås Tidning ansåg Fabian Kastner att författaren inte tog Halims funderingar om rasismen i Sverige på större allvar utan föredrog att skoja till det. Romanen bjöd inte heller på nya perspektiv, alla brännbara frågor undveks och inga sanningar blev ifrågasatta.
Litteraturkritikerna i de största svenska dagstidningarna tog också upp Khemiris grepp att skriva boken på så kallad förortssvenska med rak ordföljd och främmande lånord, något som Alejandro Leiva Wenger var den förste att göra två år tidigare i novellsamlingen Till vår ära.
Boken belönades 2004 med Borås Tidnings debutantpris.

## Bearbetningar
Romanen har översatts till norska ("kebabnorsk"), danska, finska, serbiska, tyska, nederländska och ryska.

### Teaterpjäsen
Den 5 mars 2004 hade en pjäs byggd på romanen premiär på Angereds Teater. Jenny Andreasson stod för regin och samtliga roller spelades av Bahador Foladi, Kave Foladi, Hassan Brijany och Josefin Peterson.
I sin recension av pjäsen ansåg Göteborgs-Postens Sven Rånlund att pjäsens tre timmar var alldeles för långt och att en del scener var magplask.

### Filmen
Den 7 september 2007 var det premiär för filmatiseringen av romanen. Filmen regisserades av Daniel Wallentin och manus skrevs av Karin Arrhenius. Youssef Skhayri spelade huvudrollen Halim och hans pappa spelades av Hassan Brijany.
Jämfört med romanen har många scener strukits och andra tillkommit, till exempel en scen där Halim presenterar sin drömregering där alla statsråd utom en är invandrare.